# Парламентські вибори у Великій Британії 2024
Парламентські вибори у Великій Британії 2024 відбулись 4 липня 2024 року. Вони визначали склад Палати громад, яка, зі свого боку, визначає уряд Великої Британії. Ці вибори стали першими після виходу Великої Британії з ЄС. Правляча Консервативна партія на чолі з прем'єр-міністром Ріші Сунаком зазнала нищівної поразки від опозиційної Лейбористської партії на чолі з Кіром Стармером.

## Історія

### Уряд
На парламентських виборах 2019 року консерватори на чолі з Борисом Джонсоном здобули переконливу перемогу. Керівництво Бориса Джонсона ознаменувалось низкою скандалів, зокрема так званим «Патіґейтом» — скандалом довкола вечірок, які проводилися за участю Джонсона та членів його уряду, зокрема на Даунінґ-стріт, та порушували суворі правила карантину через COVID-19. 7 липня 2022 року Джонсон подав у відставку після того, як десятки посадовців його уряду подали у відставку на тлі скандалу довкола Кріса Пінчера. На виборах лідера Консервативної партії, які відбулись після відставки Джонсона, перемогла міністр закордонних справ в його уряді Ліз Трасс. 20 жовтня вона подала у відставку після економічної та політичної кризи, яка виникла через її реформи. 24 жовтня Ріші Сунака було обрано новим лідером партії після того, як Пенні Мордонт та Борис Джонсон відмовились від участі у виборах керівника партії. Під його керівництвом консерватори зазнали втрат на місцевих виборах 2023 року, де частину їхніх місць здобули лейбористи та ліберальні демократи. За результатами місцевих виборів 2024 року консерватори посіли 3 місце за кількістю депутатів, поступившись лейбористам та ліберальним демократам.

### Опозиція
Кір Стармер переміг на виборах лідера Лейбористської партії у квітні 2020 року, замінивши Джеремі Корбіна. Ед Дейві переміг на виборах лідера ліберал-демократів у серпні 2020 року, змінивши на посаді Джо Свінсон. Ґевін Робінсон був обраний лідером Демократичної юніоністської партії після того, як попередній лідер Джеффрі Дональдсон пішов у відставку після звинувачень у зґвалтуванні.
У березні 2024 року правопопулістська партія «Реформувати Сполучене Королівство», заснована Найджелом Фараджем, оголосила про виборчий альянс із північноірландською юніоністською партією «Традиційний юніоністський голос».

### Шотландія
У лютому 2023 року, на тлі критики гендерних реформ, Нікола Стерджен подала у відставку з посади лідера Шотландської національної партії та першого міністра Шотландії після понад 8 років перебування на цих посадах, назвавши причиною відставки професійне вигорання. Хамза Юсаф, який змінив її на посадах лідера ШНП та Першого міністра Шотландії, подав у відставку у квітні 2024 після урядової кризи, що виникла внаслідок розриву угоди про розподіл влади між Шотландської національною партією та Шотландськими зеленими. Його змінив Джон Свінні.

### Уельс
Після того як Валлійські лейбористи отримали більшість на загальних виборах 2021 року, у грудні 2023 року перший міністр Уельсу Марк Дрейкфорд оголосив про відставку на тлі критики введення обмеження швидкості 20 миль/год у більшості міст Уельсу та масштабних скорочень бюджету. У березні 2024 року його наступником став Воган Ґетінґ.

### Північна Ірландія
На виборах до Асамблеї Північної Ірландії 2022 року Шинн Фейн стала першою націоналістичною партією, яка перемогла за результатами голосування, витіснивши Демократичну юніоністську партію на друге місце. Переможена ДЮП відмовилась ввійти до уряду, заявивши, що не робитиме цього доки не будуть виконані її вимоги щодо митних домовленостей після Brexit. Відповідно до Белфастської угоди, для формування уряду необхідна участь обох партій. У лютому 2024 року Мішель О'Нілл (Шинн Фейн) стала першим в історії першим міністром-націоналістом Північної Ірландії після того, як ДЮП припинила бойкот, а Емма Літтл-Пенгеллі (ДЮП) стала заступником першого міністра.

## Виборча система
На виборах обирали членів Палати громад. Велика Британія розділена на 650 округів, кожен з яких обирав одного депутата, який представлятиме його в Палаті громад. Членів Палати громад обирали за мажоритарною виборчою системою (англ. first-past-the-post (FPTP) voting system): аби бути обраним, достатньо отримати більше голосів, ніж будь-який інший кандидат. На виборах діятиме нова карта виборчих округів, затверджена у листопаді 2023 року. Це перша зміна карти виборчих округів з 2010 року.
Голосувати на загальних виборах має право будь-хто, хто є громадянином Великої Британії, громадянином Співдружності Націй або громадянином Республіки Ірландія з адресою у Великій Британії.
Позбавлені права голосувати члени Палати лордів, громадяни ЄС (окрім Республіки Ірландія, Кіпру й Мальти, які проживають у Великій Британії), засуджені особи, які утримуються під вартою, та будь-хто, визнаний винним протягом попередніх п'яти років у корупційних або незаконних діях, пов'язаних із виборами.
Уперше під час особистого голосування виборцям було потрібно пред'явити дійсне посвідчення особи з фотографією на виборчих дільницях. Також можливе голосування поштою або за дорученням.

## Дата голосування
Найпізніше парламент міг бути розпущений для виборів 17 грудня 2024 року, у п'яту річницю дня його першого засідання. Оскільки на підготовку до виборів дається 25 днів, наступні вибори мали відбутися не пізніше 28 січня 2025 року.
Висловлювались різні припущення щодо того, коли прем'єр-міністр Ріші Сунак призначить вибори. У грудні 2023 року Сунак підтвердив, що вибори відбудуться у 2024 році, виключивши перспективу проведення виборів у січні 2025 року. У січні 2024 року він заявив, що вибори не відбудуться раніше другої половини 2024 року. 22 травня, після багатьох припущень, Ріші Сунак оголосив 4 липня датою проведення виборів.

## Опитування
Очікувалось, що вибори призведуть до нищівної поразки консерваторів та переконливої перемоги лейбористів. Відповідно до опитування YouGov, опублікованого 3 червня, Лейбористська партія отримала б 422 місця, що б перевершило розгромну перемогу лейбористів на чолі з Тоні Блером 1997 року. Консерватори, відповідно до цього опитування, отримали б 140 місць, що стало б їхнім найгіршим результатом з 1906 року. Згідно з опитуванням YouGov за 13 червня, правопопулістська «Реформувати Сполучене Королівство» Найджела Фараджа вперше обійшла консерваторів, які посіли третє місце.

## Результати
Явка на виборах склала 59,9 %, що стало найнижчим показником з 2001 року. Вибори стали першою перемогою Лейбористської партії після виборів 2005 року і поклали край 14-річному правлінню Консервативної партії. Лейбористи отримали більшість у 172 мандати і загалом 411 місць, що є другим найкращим результатом партії за часткою місць після загальних виборів 1997 року. Однак частка голосів, отримана партією у 33,8 %, була найменшою серед усіх урядів більшості в історії виборів у Великій Британії. Лейбористи стали найбільшою партією в Англії вперше з 2005 року, в Шотландії вперше з 2010 року і зберегли свій статус найбільшої партії в Уельсі. Партія програла п'ять округів незалежним кандидатам, що значною мірою пояснюється позицією лейбористів щодо війни між Ізраїлем та Хамасом. Консервативна партія зазнала найбільшої поразки в своїй історії, отримавши 121 місця і 23,7 % голосів. Вона втратила 244 місця, включаючи місця 12 міністрів кабінету, найбільш високопоставленим із яких став міністр оборони Грант Шаппс, й місце колишнього прем'єр-міністра Ліз Трасс. Партія також втратила всі свої місця в Уельсі.
Менші партії добре виступили на виборах, частково завдяки антиконсервативному тактичному голосуванню, а сукупна частка голосів лейбористів і консерваторів у 57,5 % була найнижчою в історії. Ліберал-демократи на чолі з Едом Дейві здобули найбільш значні успіхи, отримавши загалом 72 місця. Це був найкращий результат партії за всю історію, що зробило її третьою за величиною партією в парламенті — статус, який вона раніше мала, але втратила на виборах 2015 року. Партія «Реформувати Сполучене Королівство» отримала третю найбільшу частку голосів і здобула 5 місць, а Партія зелених Англії та Уельсу — 4 місця, що є найкращими парламентськими результатами в історії для обох партій. В Уельсі 4 місця отримала партія Плайд Кемри. У Шотландії Шотландська національна партія (ШНП) скоротилась з 48 місць до 10 і втратила статус третьої за величиною партії в Палаті громад.
|                                           |                                            |                            |                  |                  |                  |           |         |        |  |  |  |  |  |  |
| Партія                                    | Партія                                     | Лідер                      | Члени парламенту | Члени парламенту | Члени парламенту | Голоси    | Голоси  | Голоси |  |  |  |  |  |  |
| Партія                                    | Партія                                     | Лідер                      |                  | Загалом          |                  |           | Загалом |        |  |  |  |  |  |  |
|                                           | Лейбористська партія                       | Кір Стармер                | 411              | 63,2%            | 411 / 650        | 9 704 655 | 33,7%   |        |  |  |  |  |  |  |
|                                           | Консервативна партія                       | Ріші Сунак                 | 121              | 18,6%            | 121 / 650        | 6 827 311 | 23,7%   |        |  |  |  |  |  |  |
|                                           | Ліберальні демократи                       | Ед Дейві                   | 72               | 11,1%            | 72 / 650         | 3 519 199 | 12,2%   |        |  |  |  |  |  |  |
|                                           | Шотландська національна партія             | Джон Свінні                | 9                | 1,4%             | 9 / 650          | 724 758   | 2,5%    |        |  |  |  |  |  |  |
|                                           | Шинн Фейн                                  | Мері Лу-Макдональд         | 7                | 1,1%             | 7 / 650          | 210 891   | 0,7%    |        |  |  |  |  |  |  |
|                                           | Незалежні                                  | —                          | 6                | 0,9%             | 6 / 650          | 564 243   | 2,0%    |        |  |  |  |  |  |  |
|                                           | «Реформувати Сполучене Королівство»        | Найджел Фарадж             | 5                | 0,8%             | 5 / 650          | 4 117 221 | 14,3%   |        |  |  |  |  |  |  |
|                                           | Демократична юніоністська партія           | Ґевін Робінсон             | 5                | 0,8%             | 5 / 650          | 172 058   | 0,6%    |        |  |  |  |  |  |  |
|                                           | Зелена партія Англії та Уельсу             | Карла Денаєр Адріан Ремсей | 4                | 0,6%             | 4 / 650          | 1 841 888 | 6,4%    |        |  |  |  |  |  |  |
|                                           | Плайд Кемри                                | Рун ап Іорверт             | 4                | 0,6%             | 4 / 650          | 194 811   | 0,7%    |        |  |  |  |  |  |  |
|                                           | Соціал-демократична і лейбористська партія | Колам Іствуд               | 2                | 0,3%             | 2 / 650          | 86 861    | 0,3%    |        |  |  |  |  |  |  |
|                                           | Альянс                                     | Наомі Лонґ                 | 1                | 0,2%             | 1 / 650          | 117 191   | 0,4%    |        |  |  |  |  |  |  |
|                                           | Юніоністська партія Ольстера               | Даґ Бітті                  | 1                | 0,2%             | 1 / 650          | 94 779    | 0,3%    |        |  |  |  |  |  |  |
|                                           | Традиційний юніоністський голос            | Джим Алістер               | 1                | 0,2%             | 1 / 650          | 48 685    | 0,2%    |        |  |  |  |  |  |  |
|                                           | Спікер                                     | Ліндсей Гойл               | 1                | 0,2%             | 1 / 650          | 25 238    | 0,1%    |        |  |  |  |  |  |  |
| Джерело: UK General election 2024 Results |                                            |                            |                  |                  |                  |           |         |        |  |  |  |  |  |  |